# Franz Engstler
Franz Engstler (Kempten im Allgäu, 25 luglio 1961) è un pilota automobilistico e dirigente sportivo tedesco, fondatore della scuderia Engstler Motorsport.
Ha un figlio di nome Luca anch'egli pilota.

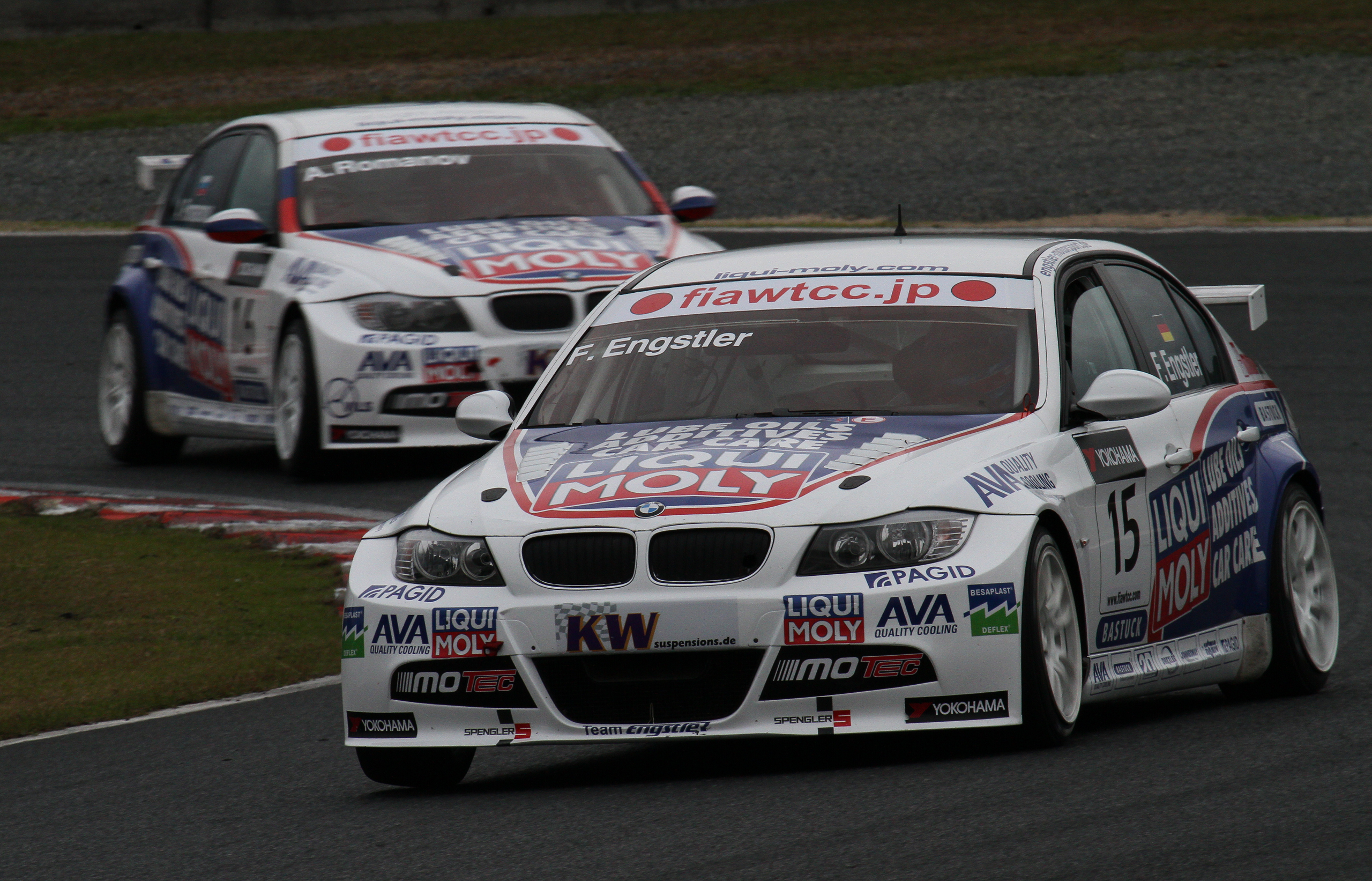
Franz Engstler al WTCC 2010 su BMW 320 TC

## Palmarès
- Procar Series Champion: 1
2000
- Asian Touring Car Championship: 2
2005, 2006[1]
- ADAC Procar Series Champion: 1
2007
- World Touring Car Championship Independents Trophy Winner: 1
2014